# Tour of the Murray River
Le Tour of the Murray River est une course cycliste par étapes australienne. Créé en 1996, il ne fait pas partie de l'UCI Oceania Tour. Il fait en revanche partie du National Road Series de la Fédération australienne de cyclisme.

## Palmarès
| Année | Vainqueur         | Deuxième            | Troisième          |
| 2005  | Simon Clarke      | Bernard Sulzberger  | Chris Jongewaard   |
| 2006  | Robert McLachlan  | David Kemp          | Casey Munro        |
| 2007  | Peter McDonald    | Grant Irwyn         | Jack Bobridge      |
| 2008  | Leigh Howard      | David Kemp          | Bernard Sulzberger |
| 2009  | Jonathan Cantwell | Joel Pearson        | Richard Lang       |
| 2010  | Joel Pearson      | Stuart Shaw         | Gordon McCauley    |
| 2011  | Patrick Shaw      | Steele Von Hoff     | Ben Kersten        |
| 2012  | Luke Davison      | Malcolm Rudolph     | Aaron Donnelly     |
| 2013  | Thomas Palmer     | Alexander Edmondson | Anthony Giacoppo   |
| 2014  | Jesse Kerrison    | Raphael Freienstein | Brenton Jones      |